# Alda Oliveira
Alda de Jesus Oliveira (Salvador, 14 de março de 1945) é uma educadora musical, pianista e compositora brasileira.

## Biografia
Alda Oliveira é Doutora em Educação Musical pela Universidade do Texas em Austin (1986) e Mestre em Composição pela Universidade TUFTS (1979), quando foi aluna do eminente compositor norte-americano Thomas Jefferson Anderson.

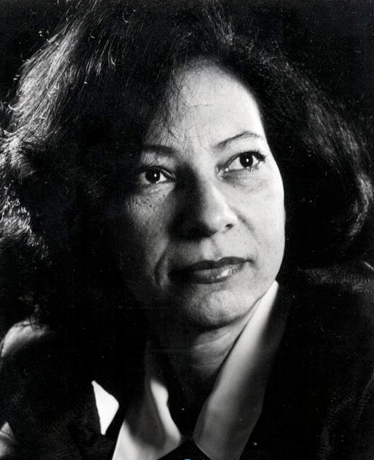
Alda Oliveira

Durante os cursos de graduação em Música (Bacharelado em piano e Licenciatura em Música) na Escola de Música da Universidade Federal da Bahia, foi incentivada a compor nas aulas de Literatura e Estruturação Musical, Teoria da música, Apreciação musical e Metodologia da Música, dos professores Ernst Widmer e Jamary Oliveira. Nessa época, participou como pianista, percussionista e ouvinte de muitas das atividades artísticas e de ensino do Grupo de Composição da Bahia, o que a influenciou na criação de estruturas sonoras e composições didáticas usando técnicas e sonoridades daquele momento histórico na UFBA. Também participou intensamente dos Festivais de Arte organizados por Ernst Widmer como solista (ao piano) ou membro de conjuntos ocasionais para as estreias de obras.
Na 3ª Apresentação de Compositores da Bahia (1969) ganhou o Prêmio Departamento de Educação Superior e da Cultura (categoria didática) com as obras didáticas O Foguete (conjunto misto), O Zoológico (canções para a iniciação musical), e Quarteto para Flautas Doces e Pratos de Porcelana. No I Concurso Nacional de Composição Conjunto Música Nova (1975), obteve o terceiro prêmio com Agre Som. Em 1992, Alda Oliveira foi mais uma vez premiada (primeiro prêmio) no "Concurso de Compositoras" organizado pelo Instituto Goethe, e apresentou três de suas obras em Heildelberg, em vários concertos: In Memoriam, Widmeriana e Azikirê.
Durante o Mestrado em Composição nos EUA, teve 5 canções para soprano e piano executadas em Boston. A sua obra de conclusão do curso, Bahianas (3 peças para 13 instrumentos) foi apresentada na III Bienal de Música Brasileira Contemporânea (1979). A crítica de Ronaldo Miranda para o Jornal do Brasil destaca a sua participação nessa Bienal da seguinte forma: "Dos compositores baianos da noite, Alda Oliveira obteve os melhores resultados com sua linguagem menos ousada do que a habitualmente usada pelos seus conterrâneos, porém repleta de significação musical." Bahianas se encontra gravada pelo selo FUNARTE (LP - 356 404 032 e K7 - 356 701 032 MMB84.042).
É sócia-fundadora do Centro de Produção, Documentação e Estudos de Música - SONARE, sediado em Salvador-BA, cujos objetivos são "a promoção da cultura, defesa e conservação do patrimônio histórico e artístico, além de desenvolver estudos e pesquisas, tecnologias alternativas, produção e divulgação de informações e conhecimentos técnicos e científicos relacionados com a área da Música, promovendo a sua interação com a defesa, promoção e conservação do meio ambiente e desenvolvimento sustentável".
Alda recebeu o título de Housewright Eminent Scholar pela Florida State University em Tallahassee (2001). Foi homenageada por ocasião dos 20 anos do Programa de Pós-Graduação em Música da UFBA - PPGMUS, em 5 de outubro de 2010. . É membro vitalício honorário (Honorary Life Member) da International Society for Music Education - ISME desde 2014. 
Cristina Gerling, pianista riograndense, gravou em CD as suas peças para piano solo Azikirê (1990), Widmeriana (1990), Muta-Som (1978), Contratêmcope (1970) e Báfrica (1998). (UFRGS, Série Intermúsicas, 2000. Porto Alegre: PPGMúsica, 2012 - FonoCD2552). "As peças de Alda Oliveira baseiam-se em processos de variação combinados com a utilização explícita de melodias brasileiras tradicionais. Em sua escrita pianística detectam-se elos com a música de Villa-Lobos e de predecessores franceses". O CD teve cerimônia de lançamento na Reitoria da UFBA em 4 de novembro de 2011. 
Alda orientou vários mestrandos e doutorandos, dentre os quais a pesquisadora e professora Angelita Broock, que recebeu prêmio do AIRS (Advanced Interdisciplinary Research in Singing) Steering Committee (Canadá, 2012). A mesma é coautora do livro "Educação Musical Infantil", que reúne as contribuições dos pesquisadores convidados para o II Seminário Brasileiro de Educação Musical Infantil (realizado em agosto de 2011), os professores Ilza Zenker, Maria Betânia Parizzi, Leda Maffioletti, Ricardo Freire, Liu Man Ying, Teresa Mateiro, Alda Oliveira, além de Angelita Vander Broock e Diana Santiago.
Foi Presidente da Associação Brasileira de Educação Musical - ABEM  (1991-1995), Secretária da Associação Nacional de Pesquisa e Pós-Graduação em Música - ANPPOM  (1988-1990), membro da diretoria (2002-2006), e co-presidente eleita (2000-2002) da Comissão de Pesquisa da International Society for Music Education - ISME . Foi nomeada pelo Ministério da Educação como membro da Comissão de Especialistas em Artes e depois, em Música, trabalhando na SESU/MEC na função de presidente dessas duas comissões de especialistas (1996-2002). Atualmente é Presidente do Centro de Produção, Documentação e Estudos de Música  (SONARE) (2016-2020). 
Foi Diretora da Escola de Música da Universidade Federal da Bahia (1992-1996). Foi convidada em 1996 por Carlinhos Brown para coordenar e dirigir a equipe que desenvolveu o projeto de criação da Escola Pracatum Profissionalizante de Músicos, da construção do prédio e da implantação do currículo da escola (1997-1998). No período de julho 2013-julho 2014 foi professora visitante no Elliot-Pearson Child Development Center na Tufts University, Boston, USA. Recebeu em 2014 o título Honorary Life Member pela ISME. Atualmente é presidente do SONARE  para o quinquênio 2016-2020 e faz orientação de mestrandos e doutorandos de música da UFBA, nos temas: conhecimento em música, criatividade e ensino de música. A Abordagem PONTES  vem sendo utilizada como referencial em música no sistema educacional.    
Alda é citada no dicionário bibliográfico "Latin American Classical Composers: A Biographical Dictionary". 
O compositor Thomas Jefferson Anderson dedicou a Alda e Jamary Oliveira a composição "Bahia, Bahia", que foi executada no Carnegie Hall em Nova Iorque em 6 de abril de 2018. 
Alda foi casada com o músico, professor e compositor Jamary Oliveira. O casal tem 2 filhos (Jamary Oliveira Filho e Paula de Oliveira Terres, e quatro netos: Felipe, Henrique, Sarah e Beatriz.

## Obra musical
- "SAMU", canção para coro misto a uma voz. (2011)
- "Irmã Dulce", canção para coro misto a duas vozes com acompanhamento de piano. (2011)
- "O ABMIRAM Mundo Novo", para marimba e tambores (solo) (2011)
- “Passeio pelo Espaço”, canções para coro infantil (uníssono e duas vozes). (2011)
- "Dança das Princesas", para piano e voz. (2009)
- "Arca de Noé", canção infantil. (2004)
- "Báfrica", para piano solo. (1998)
- "Capoeira", para coro. (1996)
- "Alodê", "Xorodô", "Gira girou". Arranjos para coro de música tradicional (1995)
- "Tecendo a Manhã", para vários instrumentos e vozes. Texto de João Cabral de Melo Neto. (1990)
- "Widmeriana", para piano solo. 1990
- "Azikirê", para piano solo. (1990)
- "Widmeriana II", para voz e piano. Texto tradicional. (1990)
- "In Memoriam", para 6 instrumentos. (1989)
- UFBA: Série Compositores da Bahia. (1990)
- "Bibi fonfon", para banda. (1981)
- "Boneco de Cera", para coro a três vozes. (1980)
- "Cinco canções para voz e piano" (Hasty Act, Sonnet LXXIV, Procrastination, Wake Up Sleeper, Sonnet XCIII). Texto de Nelson Cerqueira. (1978)
- "Baianas", para 13 instrumentos. (1978)
- "Saci Pererê", para vários instrumentos. (1978)
- "Acento no assento", música funcional para o Grupo de Dança Contemporânea da UFBA. (1978)
- "MUTA-SOM", para piano solo. (1978)
- "AGRE-SOM", para vários instrumentos. (1975)
- "Fundo do Mar", música funcional para dança infantil. (1972)
- "Contratêmcope", para piano solo. (1972)
- "MEUSEUNOSSO", para vários instrumentos. (1971)
- "Túbala", para vários instrumentos e outros objetos sonoros. (1970)
- "201", Quarteto para flautas de madeira e 3 pratos de porcelana. (1969)
- "O Foguete", para conjunto instrumental misto e vozes infantis. (1969)
- 80 canções para aulas de musicalização. (1967)

## Obra literária
- OLIVEIRA,A.J.  Canções para Infância.. SP: Ed.Solisluna, 2019, 127 p.
- OLIVEIRA, A. J.. A Abordagem PONTES para a Educação Musical: Aprendendo a Articular. 482. ed. Jundiaí, SP: Paco Editorial, 2015. v. 1. 312p.[4]
- OLIVEIRA, A. J.. Passeio no Zoológico. 1. ed. Salvador: Solisluna, 2003. v. 1. 32p.[5]
- OLIVEIRA, A. J.; CAJAZEIRA, R. . Educação Musical no Brasil. Salvador: P&A, 2007. v. 1. 404p .
- OLIVEIRA, A. J.; SOUZA, J. ; HENTSCHKE, L. ; DEL BEN, Luciana ; MATEIRO, Teresa . O que faz a Música na Escola? Concepções e Vivências de Professores do Ensino Fundamental. Porto Alegre: PPGMUS/UFRGS, 2002. v. 1. 136p .
- OLIVEIRA, A. J.. Música na Escola Brasileira. Frequência de Elementos Musicais em Canções Vernáculas da Bahia Utilizando Análise Manual e por Computador: Sugestões para Aplicação na Educação Musical. 123. ed. Porto Alegre: ABEM, 2001. v. 1. 147p .
- OLIVEIRA, A. J.; OLIVEIRA, A. ; HENTSCHKE, L. ; MYUNG-SOOK ; SOUZA, J. ; BEYER, E. ; TOURINHO, I. ; REGINA SANTOS, VANDA F SANTIAGO LIANE HENTSCHKE . Boi Bonito. SALVADOR: P&A, 1997. 39p .

## Discografia
- "Cinco canções para voz e piano" (Hasty Act, Sonnet LXXIV, Procrastination, Wake Up Sleeper, Sonnet XCIII). Texto de Nelson Cerqueira. (1978)
- "Alda interpreta Villa-Lobos e Jamary Oliveira" (Prole do Bebê Nº 2) (Piano Piece – 1984).